# Гватемальско-индийские отношения
Гватемальско-индийские отношения — двусторонние дипломатические отношения между Гватемалой и Индией. Государства являются членами Движения неприсоединения и Организации Объединённых Наций.

## История
Государства установили официальные дипломатические отношения в 1970-х годах и пришли к соглашению об открытии постоянных представительств.
В 1972 году вице-президент Индии Венкая Найду посетил Гватемалу в рамках первого визита делегации высокого уровня с момента установления дипломатических отношений. Венкая Найду побывал в историческом городе Антигуа-Гуатемала, а также обсудил вопросы развития торговых связей, культурных отношений, охраны дикой природы, цифрового сектора и сельского хозяйства. Также подчеркнул необходимость оказания помощи в развитии системы здравоохранения Гватемалы с помощью фармацевтической промышленности Индии.

## Экономические отношения
По данным министерства торговли правительства Индии, общий объём товарооборота между государствами в 2009—2010 годах составил всего 92 миллиона долларов США, при этом на долю Индии пришлось почти 87 миллионов долларов США, или около 95 %.

### «Война специй»
Между государствами растёт конкуренция в производстве кардамона, а также других специй. Некоторые источники называют эту конкуренцию — «войной специй».

## Дипломатические представительства
Индия открыла посольство в Гватемале 2 мая 2011 года, а гватемальское посольство в Нью-Дели начало функционировать 9 апреля 2013 года.